# Puerto Vidal
Puerto Vidal è un comune (corregimiento) della Repubblica di Panama situato nel distretto di Las Palmas, provincia di Veraguas. Si estende su una superficie di 132 km² e conta una popolazione di 1.671 abitanti (censimento 2010).